# Erythrolamprus miliaris
La culebra lisa (Liophis miliaris o Erythrolamprus miliaris) es una serpiente semiacuática de la familia Colubridae, que se encuentra en América del Sur, principalmente en el Cerrado y la Mata Atlántica. Tiene el cuerpo verde brillante, escamas con bordes negros y partes inferiores amarillas. Esta especie se alimenta especialmente de anfibios. También se le conoce con los nombres de culebra de agua, jararaca-do-tabuleiro y trairaboia.

## Taxonomía
E. miliaris fue descrita originalmente como Coluber Miliaris por Carl Linnaeus en 1758. El nombre genérico original, Coluber, fue indicó significando "serpiente común". Es muy polimórfica con una amplia gama de distribución.

## Subespecies
Se reconocen seis subespecies, incluidas las subespecies nominotípicas.
E. miliaris amazonico (Dunn, 1922)

E. miliaris crissostomus (COPE, 1868)

E. miliaris kogiorum bernal-carlo, 1994

E. Miliaris merremi (Wied, 1821)

E. miliaris miliaris (Linnaeus, 1758)

E. miliaris orinus (Griffin, 1916)
El nombre subespecífico, merremi es en honor al herpetólogo alemán Blasius Merrem.

## Distribución geográfica
E. miliaris se encuentra en Brasil, Paraguay, Uruguay y el noreste de Argentina.

## Características físicas
Es de cuerpo corpulento y cola relativamente corta. La longitud de la cola con relación al largo total varían de 15% al 19,8%.
Los adultos pueden alcanzar una longitud total (incluida la cola) de aproximadamente 0,50 m.
Es de marrón oliva pálido o amarillento en el dorso, con cada escama dorsal lisa con bordes negros. Ventralmente, es uniformemente amarilla.

## Alimentación
E. miliaris se alimenta de una amplia gama de presas. Incluyen anfibios (también, huevos y renacuajos), invertebrados, lagartos, pescado, aves y roedores pequeños. Sin embargo, hay poca información sobre sus hábitos de alimentación. Un estudio indicó que las hembras con huevos oviductales no se alimentaban, mientras que esas serpientes E. miliaris con folículos de vitelogénicos secundarios alimentados con más frecuencia que las hembras no reproductivas.

## Madurez sexual
La madurez sexual en serpientes es considerado por expertos como difíciles de determinar; Sin embargo, se puede evaluar mediante la longitud del hocico-ventilación (SVL). La madurez sexual se correlaciona positivamente para significar el tamaño del cuerpo. Para determinar la madurez sexual de un eritro, los científicos han determinado el diámetro de los folículos ováricos si se considera que es 10 [aclaración necesaria] como indicativa de la madurez sexual en las hembras, como es la presencia de huevos oviducales. Los machos se consideraron maduros si los testículos eran grandes y turgentes o si los conductos diferentes eran opacos y complicados, lo que indica la presencia de espermatozoides. Las hembras en las poblaciones de subespecie de E. miliaris meremmi y E. miliaris orinus fueron vistas a ser mayores en tamaño corporal que los machos.

## Dimorfismo sexual
Hay un dimorfismo sexual con respecto al tamaño del adulto. Las hembras adultas son más grandes en las subespecies E. Merremi y E. orinus. Fueron vistos para ser más grandes que los machos adultos. Se observó que el índice de dimorfismo sexual era similar en las áreas geográficas del Bosque Atlántico costero del norte, el bosque del Atlántico costero del sur, el Bosque Atlántico interior del norte y el bosque atlántico del sur del sur. Esto fue indicativo de ninguna variación geográfica en el dimorfismo de tamaño sexual. Se cree que el tamaño del cuerpo puede diferir debido a la modificación genética local o el efecto fenotípico directo de la disponibilidad de alimentos en las tasas de crecimiento. Además del tamaño del cuerpo, se ve la comparación del tamaño de la cabeza en E. miliaris que no muestra dimorfismo. El tamaño de la cabeza se considera asociado con la divergencia dietética inter-sexual.

## Producción reproductiva
Con respecto a la producción reproductiva en el Bosque Atlántico de la costa norte y del sur, y el bosque interior del norte y el sur, la producción reproductiva registrada para E. miliaris orinus y E. miliaris merremi se determinaron a través de la cantidad de huevos, el tamaño de los huevos y el número de neonatos. El volumen medio de huevos en la costa del sur del bosque Atlántico fue visto como la más grande de las cuatro regiones. La frecuencia reproductiva fue menor en el bosque atlántico de la costa norte que las otras regiones.

## Parasitismo
El parasitismo no se entiende muy bien en el contexto de la ecología de serpientes. Las únicas inferencias que se han realizado son aquellas con la influencia en las poblaciones naturales. Se cree que está relacionado con el comportamiento de alimentación de las serpientes y la resistencia inmunológica. Se descubrieron dos parásitos en la subespecie orinus y merremi. Los primeros fueron adultos de Ophidiascaris sp. (Nemaotoda) en el estómago. También los cistacaths de Oligatanthorynchus spira (Acanthocephala) estaban en el peritoneo. La prevalencia que se encuentra en las cuatro regiones diferentes, el norte y el sur de Bosque Atlántico Costerial y el norte y el sur del Bosque Atlántico Inlandés, se observaron en el estudio de Pizatto y Marques. La prevalencia más baja se observó en el Bosque Atlántico costero norte. El nivel de infestación de parásitos no difirió entre los machos y las hembras. El estado reproductivo femenino no se vio afectado por el nivel de infección, ni fue el número de huevos que llevó. El sistema reproductor masculino no se ve afectado por el nivel de infestación también.

## Hábitat
Esta serpiente se encuentra en el Bosque Atlántico de Sudamérica, la selva tropical en el este de Brasil, y los bosques semicaducos en el sureste de Brasil.